# Península Delmarva

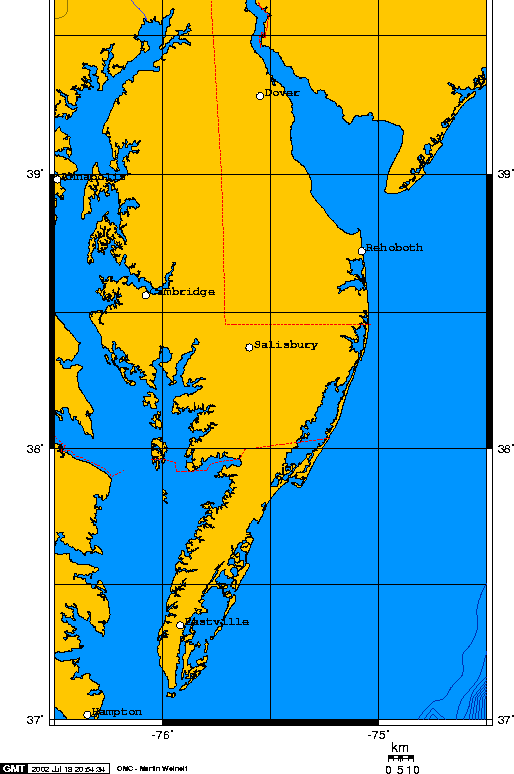
Mapa de la península Delmarva

La península Delmarva és una península de la costa est dels Estats Units ocupada pels estats de Delaware i algunes porcions de Maryland i Virgínia. La península té una llargada de 300 km i una amplada de 100 km. Limita amb la Badia de Chesapeake a l'oest i amb el riu Delaware, la badia de Delaware i l'oceà Atlàntic a l'est.
L'istme septentrional de la península és travessat pel canal de Chesapeake i Delaware que -a la pràctica- converteix la península en una illa. Diversos ponts travessen el canal, i el pont de la Badia de Chesapeake i el pont-túnel de la Badia de Chesapeake uneixen la península amb Maryland i Virgínia, respectivament.
Dover, la capital de Delwaare, és la ciutat més gran de la península en població, però l'àrea comercial més gran és Salisbury, al centre. Incloent-hi totes les illes adjacents, la més gran de les quals és l'illa Kent, la superfície al sud del canal de Chesapeake i Delaware és de 5.454.482 km². Segons el cens del 2000, la població resident de l'àrea era de 681.030 habitants, cosa que representa una densitat de 48,2 persones/km².